# Орландський музей мистецтва

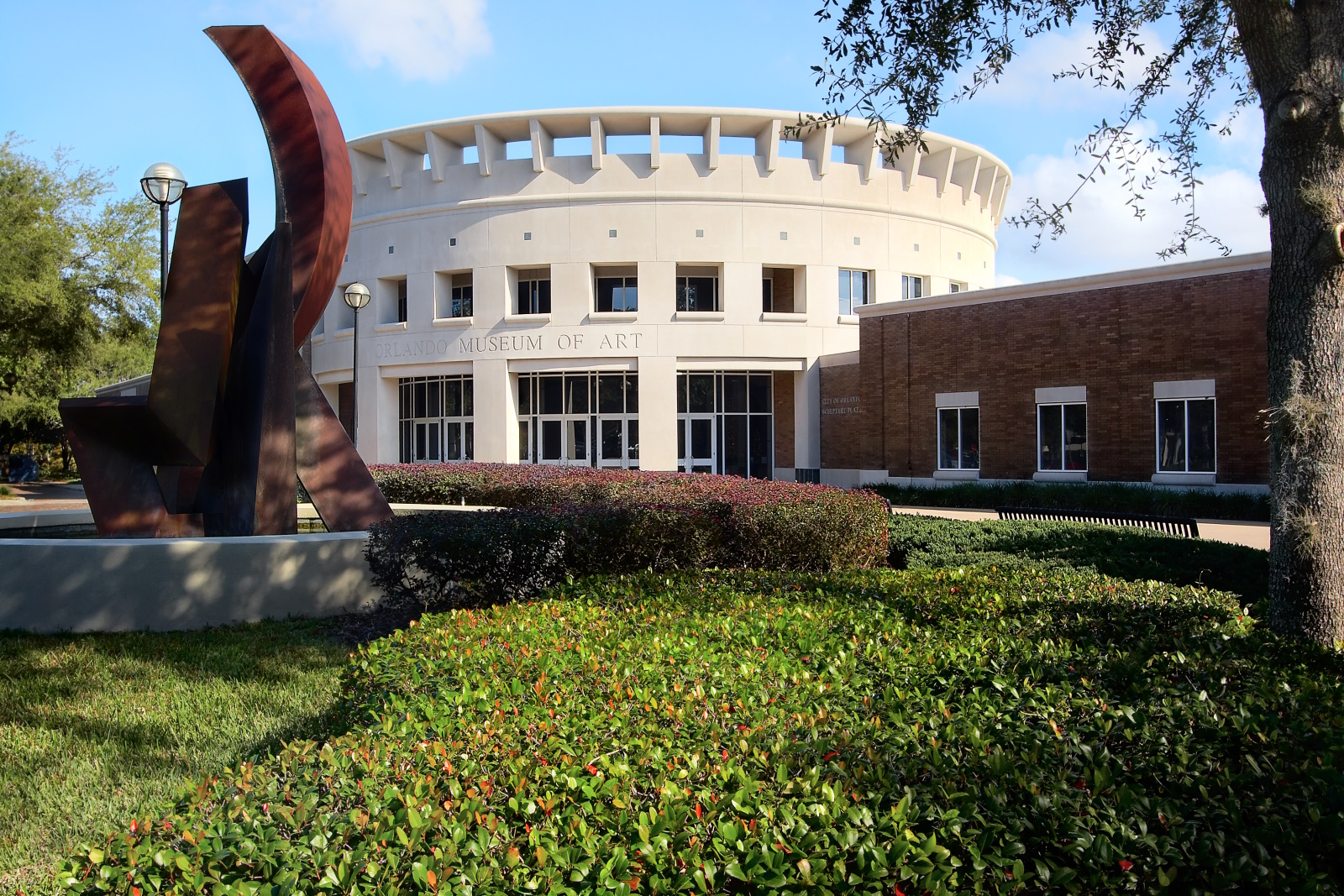
Орландський музей мистецтва, будівля та територія

Орландський музей мистецтва (The Orlando Museum of Art, OMA) — неприбутковий художній музей американського, сучасного, стародавньо-американського й африканського мистецтв у міста Орландо, що обслуговує Велике Орландо, Центральну Флориду та повіт Орандж.

## Історія
Музей було засновано у 1924 році групою любителів мистецтва, як Орландська мистецька асоціація.
Орландська мистецька асоціація працювала як невеликий арт-центр гурту художників для демонстрації та взаємо-критики власних робіт. В кінці 1950-х громада зібрала кошти на будівництво нової музейної будівлі, спроєктованної Джеймсом Гемблом Роджерсом III, що було завершена у 1960 році. Того року його назва була змінена на Лох-Хейвенський мистецький музей.
Музей почав збирати мистецтво у 1960 році, коли були пожертвувані важливі твори американських митців, як Джорджії О'Кіф та Чарльза Шілера. Музей продовжив своє розширення за проєктами архітекторів Нілса Швайзера й Дуена Старка, що були учнями Френка Ллойда Райта. До 1969 року до музею додано нові галереї, аудиторію на 250 місць, 3 майстерні, бібліотеку, сховище та кабінети.
Протягом 1970-х років музей отримав велику колекцію «Мистецтво Стародавньої Америки» та додаткові твори африканського мистецтва, а також сформував ядро його визнаної колекції сучасної американської графіки.
У 1985 році штатом Флорида музей було визначено «головним культурним закладом». Назва Лох-Хейвенського мистецького музею була змінена на сучасну у 1986 році.
У 1997 році музей завершив проєкт реконструкції та будівництва на суму 13,5 мільйонів доларів, що розширив площу музею до теперішнього розміруу 24400 м2.

## Колекції
Колекція Орландського музею мистецтва має понад 2400 предметів, що містять: мистецтво Стародавньої Америки, американське мистецтво з 18 сторіччя до 1945 року, сучасне мистецтво та африканське мистецтво. Колекція Мистецтва Стародавньої Америки є однією з найкращих у своєму роді на Південному Сході США.
1 травня 2018 року музей оголосив, що він може стати постійним домом великої колекції картин бельгійського художника пост-імпресіоніста Луї Девіса.